# Насирли, Руслан Рафаэль оглы
Руслан Рафаэль оглы Насирли (азерб. Nəsirli Ruslan Rafael oğlu; 12 января 1995, Саатлы, Азербайджан) — азербайджанский футболист. Амплуа — нападающий.

## Биография
Руслан Насирли родился 12 января 1995 года в селе Кара-Нуру Саатлинского района Азербайджана. Двоюродный брат Руслана — Эмин Махмудов, также является профессиональным футболистом и выступает за молодёжную сборную России и самарский клуб «Крылья Советов».
В возрасте 5 лет Руслан вместе со своей семьей переехал в город Пятигорск (Россия). Начал заниматься футболом в первом классе, в возрасте 6 лет в футбольной секции городской школы. В том же, 2001 году перешёл в детскую группу (1995 года рождения) клуба «Машук» из Пятигорска. До 2009 года был воспитанником данного клуба. В возрасте 14 лет перешёл в казанский «Рубин», где провел один сезон среди ребят 1995 года рождения.

## Клубная карьера

### Машук-КМВ
Карьеру футболиста начал в 2010 году в юношеском составе клуба «Машук-КМВ-1» из города Пятигорск (Россия), которая к тому времени выступала во второй лиге российского чемпионата, в зоне «Юг».

### ФК Сумгаит
В июле 2011 года был привлечен в состав новосозданной команды «Сумгаит-Шехер», которая в дальнейшем поменяла своё название на «Сумгаит» Выступает в команде под № 11. Проведя два сезона в дубле команды, в 2013 году был привлечен в основной состав..

### Трабзонспор
Руслан Насирли дважды, в январе и августе 2013 года проходил просмотр в турецком «Трабзонспоре».

## Сборная Азербайджана

### U-16
С 19 по 27 ноября 2010 года был привлечен в состав юношеской сборной Азербайджана до 16 лет для прохождения тренировочно-подготовительных сборов сборной, которые прошли в Баку.

### U-17
Дебютировал в составе Юношеской сборной Азербайджана (до 17 лет) 22 октября 2010 года, в отборочном матче Чемпионата Европы среди юношей до 17 лет против сборной Португалии. Выступал в команде под № 9.

### U-19
В составе Юношеской сборной Азербайджана (до 19 лет) дебютировал 28 октября 2012 года, в хорватском городе Запрешич, в отборочном матче Чемпионата Европы среди юношей до 19 лет против сборной Грузии, завершившейся вничью 1:1.

## Достижения
В июне 2009 года, будучи игроком «Машука-КМВ», с 12 забитыми голами в 4 матчах, стал лучшим бомбардиром ежегодного всероссийского турнира «Кубок ПФЛ» среди юношей 1995 года рождения, который проходил в пятигорском спорткомплексе «Стадион».
Руслан Насирли стал «Лучшим бомбардиром» IV Кубка президента Казахстана среди юношей не старше 16-ти лет, проходившим с 26 по 30 апреля 2011 года в Астане. На турнире, победителем которого стала сборная Азербайджана, Насирли записал в свой актив 5 забитых мячей.
29 декабря 2011 года, во время товарищеского матча юношеской сборной Азербайджана до 19 лет со сверстниками из бакинского «Нефтчи», проходившим в Баку, на стадионе «Баксель Арена», Руслан стал автором хет-трика, принеся победу сборной со счетом 3:1.
В сезоне 2012/13 стал лучшим бомбардиром дублирующего состава ФК «Сумгаит», с 11 забитыми мячами.